# Бальсапуэрто
Бальсапуэрто (исп. Balsa Puerto District) — один из шести районов провинции Альто-Амасонас региона Лорето на северо-востоке Перу.
Район расположен на восточном склоне Перуанских Восточных Кордильер, на западной окраине перуанской Амазонки, на крайнем западе провинции Альто-Амасонас. Река Рио Паранапура протекает по территории на востоке до реки Уальяга.
Занимает площадь 2 839,69 кв.км. Население в 2020 году составляло 17 006 чел. Плотность — 4,9 чел./км².
В этом районе перуанской Амазонии проживает этническая группа кауапана.

## Известные уроженцы
- Писанго, Альберто (род. 1964) — президент AIDESEP, первой организации по защите прав коренных народов в Перу.